# Göteborgs kustartilleriförsvar
Göteborgs kustartilleriförsvar (GbK) var en kustartilleriförsvarsstab inom svenska marinen som verkade i olika former åren 1942–1980. Förbandsledningen var förlagd i Göteborgs garnison i Göteborg.

## Historik
Genom försvarsbeslutet 1942 övergick kustartilleriet från fästningsförsvar till kustförsvar. Därmed utgick begreppet fästning ur freds- och krigsorganisationen. Den 1 oktober 1942 bildades kustartilleriförsvarsstaber med tillhörande geografiska kustområde, vilket motsvarade ett marindistrikt. Kustartilleriförsvarsstaberna var organisatoriskt underställda ett marindistrikt, men hade princip samma särställning som arméns försvarsområdesstaber. Inom Västkustens marindistrikt bildades Göteborgs kustartilleriförsvar av Älvsborgs fästning och Göteborgs skärgårds försvarsområde (Fo 33). Den 1 oktober 1957 omorganiserades Västkustens marindistrikt till Marinkommando Väst, där Göteborgs kustartilleriförsvar avskiljdes för att den 1 juli 1958 bildade en egen myndighet. Göteborgs kustartilleriförsvar i sig sammanslogs den 1 oktober 1958 med Göteborgs och Bohus samt Hallands försvarsområde (Fo 32/31) och antog namnet Göteborgs och Bohus samt Hallands försvarsområde jämte Göteborgs kustartilleriförsvar (Gbk/Fo 32/31).
Den 1 oktober 1966 infördes en ny regional ledning inom det svenska försvaret. Vilket medförde att Göteborgs kustartilleriförsvar blev direkt underställd militärbefälhavaren för Västra militärområdet, från att tidigare varit direkt underställd Marinkommando Väst.
Inför den så kallade OLLI-reformen, vilken genomfördes inom försvaret åren 1973–1975, föreslog överbefälhavaren 1974 att Hallands försvarsområde skulle avskiljas från Göteborgs och Bohus samt Hallands försvarsområde, för att istället ledas från Hallands regemente. Från den 1 juli 1975 antogs det nya namnet Göteborgs kustartilleriförsvar jämte Göteborgs och Bohus försvarsområde. Det nya förbandet hade det samlade förvaltnings- och mobiliseringsansvaret för Göteborg och Bohuslän, med undantag från norra Bohuslän, där Bohusläns regemente svarade för det fackmässiga mobiliseringsansvaret för de infanteribrigader som utbildades vid regementet.
Inför regeringens proposition 1978/79:96 föreslog regeringen till riksdagen att de tre myndigheterna Västkustens örlogsbas (ÖrlB V), Göteborgs kustartilleriförsvar med Göteborgs och Bohus försvarsområde (GbK/Fo 32) och Älvsborgs kustartilleriregemente (KA 4) skulle sammanslås till en myndighet i fredsorganisationen. Bakgrunden till förslaget av en sammanslagning var på grund av besparingsskäl, där försvaret samt regeringen ansåg att den marina verksamheten på västkusten kunde samordnas under en gemensam ledning. Den 15 februari 1979 antog riksdagen regeringens proposition, vilket medförde att de tre förbanden sammanslogs den 1 januari 1981 och bildade Västkustens militärkommando. Göteborgs kustartilleriförsvar avvecklades där med den 31 december 1980 som förband.

## Verksamhet
Göteborgs kustartilleriförsvar var en marin myndighet med ansvar för mobilisering och ledning av kustartilleriförbanden i Göteborgs skärgårdar. Göteborgs kustartilleriförsvar leddes av en kustartilleriförsvarschef, tillika försvarsområdesbefälhavare och i denna egenskap territoriell chef. Som försvarsområdesbefälhavare hade kustartilleriförsvarschefen samma ansvar och lydnadsförhållanden som försvarsområdesbefälhavare ur armén. Stab och förvaltning var i dessa fall gemensamma för kustartilleriförsvar och försvarsområdet.

## Ingående enheter

### Göteborgs och Bohus försvarsområde
Göteborgs och Bohus försvarsområde (Fo 32) bildades den 1 oktober 1942 och hade sin stab inledningsvis lokaliserad i centrala Göteborg. Från 1958 var staben samlokaliserad med Göteborgs kustartilleriförsvar (GbK). I samband med OLLI-reformen bildades den 1 juli 1975 försvarsområdet Göteborgs och Bohus försvarsområde (Fo 32), vilken uppgick och fick gemensam stab med Göteborgs kustartilleriförsvar. Staben var hade flera olika adresser i centrala Göteborg. Bland annat på Södra Hamngatan 27, där staben hade verksamhet fram till 1966. Försvarsområdet uppgick den 1 juli 1981 i Västkustens militärkommando.

### Hallands försvarsområde
Hallands försvarsområde (Fo 31) bildades den 1 oktober 1942. Från den 1 januari 1947 omlokaliserades staben från Halmstad till Göteborg, där den samlokaliserades med staben för Göteborgs och Bohus försvarsområde på Södra Hamngatan 27 och från 1949 på Västra Hamngatan 13. Dock kvarstod en del av staben i Halmstad på Badhusgatan 10. Den 1 juli 1975 återgick staben helt till Halmstad och inlemmades samtidigt i Hallands regemente.

### Älvsborgs kustartilleriregemente
Älvsborgs kustartilleriregemente (KA 4) bildades 1942 och var en del av Göteborgs kustartilleriförsvar. År 1958 fick regementet egen chef. I samband med att Göteborgs kustartilleriförsvar upplöstes, övergick Älvsborgs kustartilleriregemente till en utbildningsenhet inom Västkustens militärkommando.

## Förläggningar och övningsplatser
Åren 1942–1948 uppfördes ett kasernetablissemang på Västraberget i Västra Frölunda till kustartilleriet. Totalt uppfördes ett 80-tal byggnader på området. Etablissemanget är idag det enda kvarvarande militära området inom tätorten Göteborg. Sedan 2005 återfinns här olika detachement från andra förband samt Försvarsmedicincentrum.

## Förbandschefer
Förbandschefen titulerades kustartilleriförsvarschef och innehade åren 1958–1980 även befattningen försvarsområdesbefälhavare.
- 1942–1946: Överste Rudolf Kolmodin
- 1946–1954: Överste Harald Callerström
- 1954–1957: Överste Sven Haglund
- 1957–1961: Överste Henrik Lange
- 1961–1969: Överste av 1:a graden Birger Björnsson
- 1969–1977: Överste av 1:a graden Per Carleson
- 1977–1980: Överste av 1:a graden Kjell Werner
- 1980: Överste av 1:a graden Thorbjörn Ottoson

## Namn, beteckning och förläggningsort
| Göteborgs kustartilleriförsvar                                                        | 1942-10-01 | – | 1958-09-30 |
| Göteborgs och Bohus samt Hallands försvarsområde jämte Göteborgs kustartilleriförsvar | 1958-10-01 | – | 1975-06-30 |
| Göteborgs kustartilleriförsvar jämte Göteborgs och Bohus försvarsområde               | 1975-07-01 | – | 1980-12-31 |

| GbK             | 1942-10-01 | – | 1958-09-30 |
| GbK/Fo 32/Fo 31 | 1958-10-01 | – | 1975-06-30 |
| GbK/Fo 32       | 1975-07-01 | – | 1980-12-31 |

| Göteborgs garnison (F) | 1942-10-01 | – | 1980-12-31 |